# Damnatz
Damnatz (Aussprache: [damˈnaːt͡s], auf der zweiten Silbe betont mit einem langen a) ist eine Gemeinde im Landkreis Lüchow-Dannenberg in Niedersachsen.

## Geografie

### Geografische Lage
Damnatz liegt im Biosphärenreservat Niedersächsische Elbtalaue direkt an der Elbe. Die Gemeinde gehört der Samtgemeinde Elbtalaue an, die ihren Verwaltungssitz in der Stadt Dannenberg (Elbe) hat.

### Gemeindegliederung
Die Gemeinde Damnatz besteht seit der Gemeindegebietsreform von 1972 aus den nachfolgend aufgelisteten fünf Ortsteilen.
- Barnitz
- Damnatz
- Jasebeck
- Kamerun
- Landsatz

Zusätzlich existieren die beiden Wohnplätze Siedlung Jasebeck und Uhlenhorst.
Vor 1972 gehörten Barnitz und Kamerun zur Gemeinde Damnatz; Jasebeck und Uhlenhorst zu Landsatz.

## Ortsname
Alte Bezeichnungen von Damnatz sind 1330/50 enen hof in der lantwere Domnitze, 1348 vor teyn rode landes to domnatze, 1450/51 Dampnatze, Damnatze, ca. 1710 Damatz, 1858 Damnaze, das Kirchdorf an der Elbe und 1939 Damnatz. Der Ortsname ist slawischer Herkunft. Zwei verschiedene Grundformen sind bei der Namensdeutung möglich. Eine Möglichkeit ist „Domanici“ für Leute, Nachkommen, Untertanen. Die zweite Deutung ist „Dab`nica“ für Ort am Eichengehölz, Eichenhain.

## Eingemeindungen
Am 1. Juli 1972 wurde die Nachbargemeinde Landsatz aufgenommen.

## Politik

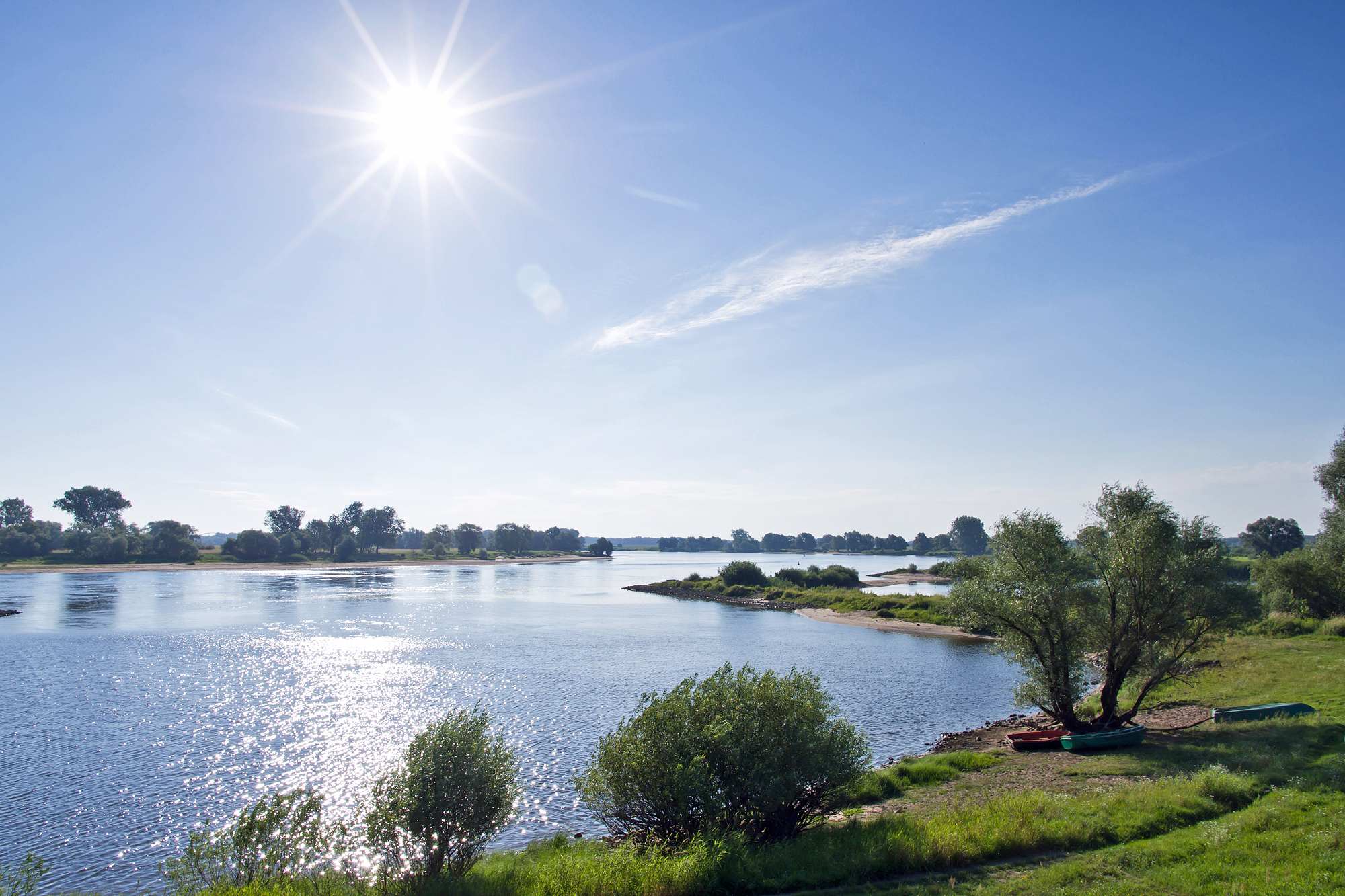
Sommermorgen an der Elbe in Damnatz

Die Gemeinde Damnatz gehört zum Landtagswahlkreis 48 Elbe und zum Bundestagswahlkreis 38 Lüchow-Dannenberg – Lüneburg.

### Gemeinderat
Der Rat der Gemeinde Damnatz setzt sich aus sieben Mitgliedern zusammen. Die Ratsmitglieder werden durch eine Kommunalwahl für jeweils fünf Jahre gewählt.
Bei der Kommunalwahl 2021 ergab sich folgende Sitzverteilung:
- Wählergemeinschaft Damnatz: 7 Sitze

### Bürgermeister
Bürgermeister der Gemeinde Damnatz ist Torsten Schulz, der am 11. September 2011 gewählt wurde.

## Kultur und Sehenswürdigkeiten

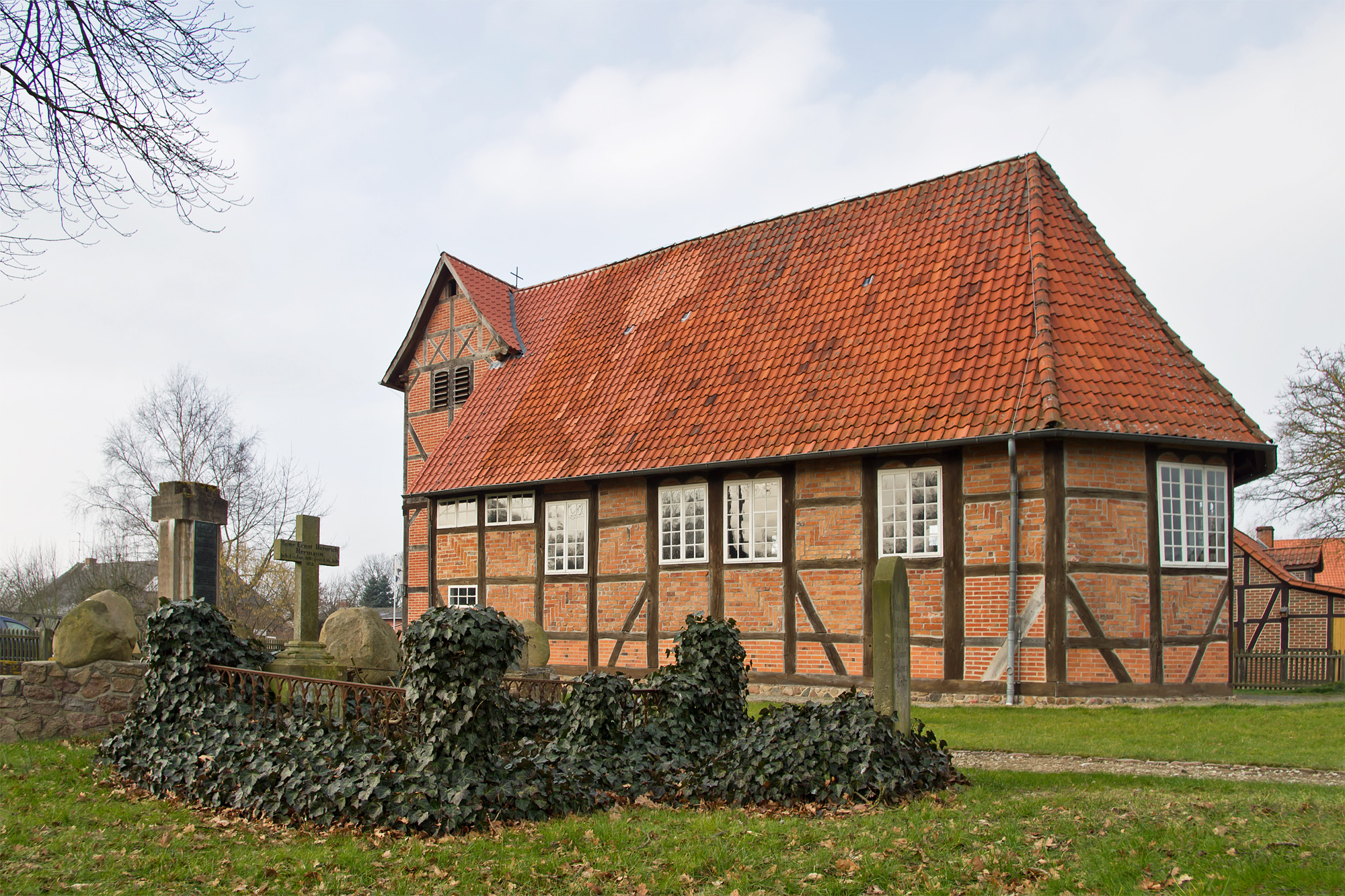
Fachwerkkirche mit Kirchhof

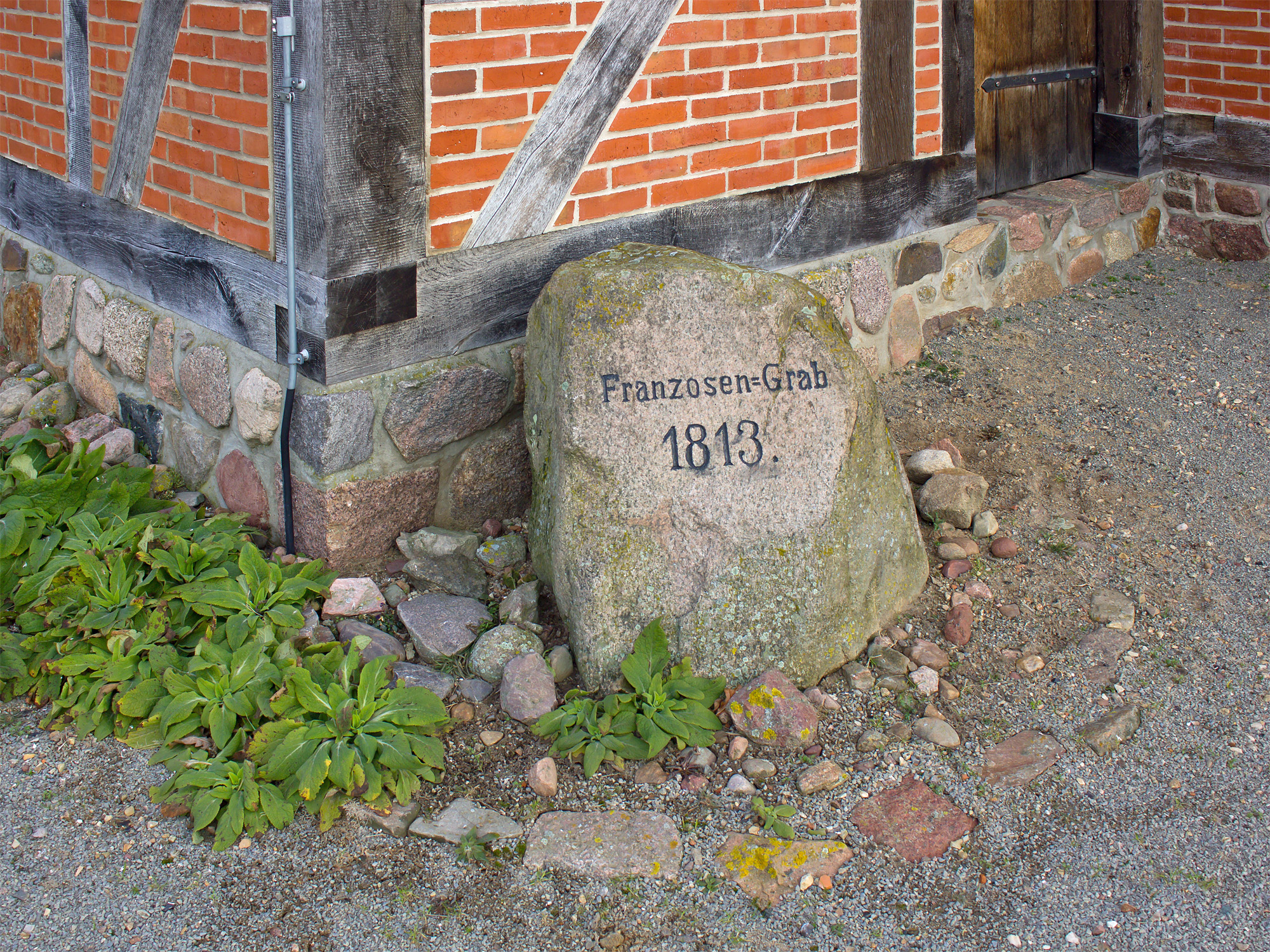
"Franzosengrab" an der Kirche

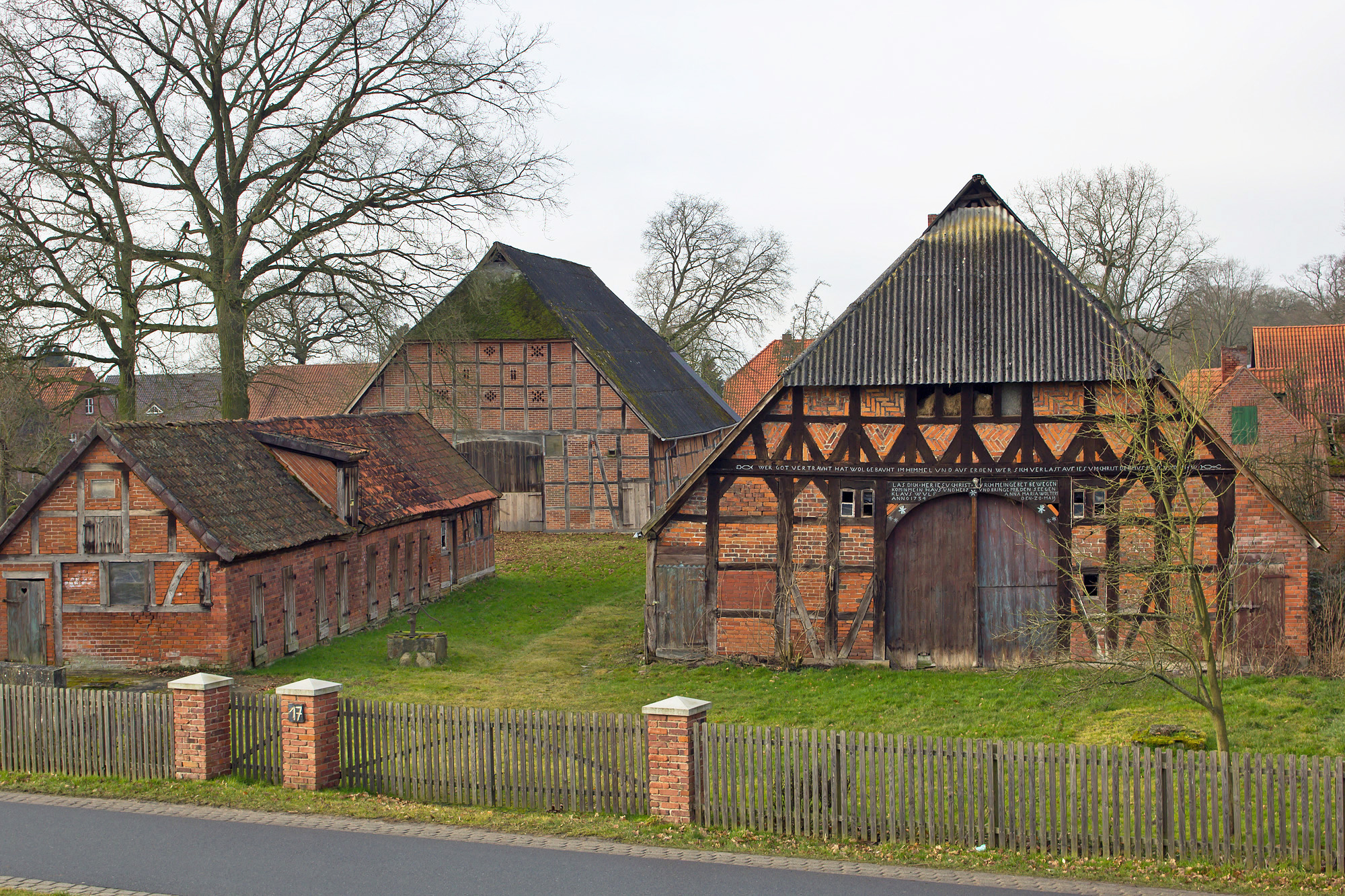
Ursprünglich erhaltene Hofanlage (18. Jahrhundert) im Hauptort

### Kulturelle Veranstaltungen
In Damnatz befindet sich der im Jahre 1994 vom Künstlerehepaar Monika Müller-Klug und Klaus Müller-Klug mit der Unterstützung der Stiftung für Bildhauerei gegründete Skulpturengarten Damnatz. Das Gelände des Skulpturengartens ist ein ehemaliger, direkt an der Elbe gelegener Pfarrgarten. Bis 2012 standen 30 Großskulpturen von 10 unterschiedlichen Künstlern auf dem über 10.000 Quadratmeter großen Gelände. In einer zum Ausstellungs- und Veranstaltungsraum umgebauten ehemaligen Scheune entsteht eine Sammlung aus den Bereichen Skulptur, Malerei und Installation. In regelmäßigen Abständen dient das Gebäude als Ort für Kunstausstellungen, Konzerte und Lesungen.
Seit 2011 werden in der Kulturtenne Damnatz Musik-, Kabarett-, Kleinkunstveranstaltungen dargeboten, außerdem Filmvorführungen, Vorträge zu verschiedenen Themen aus Wissenschaft und Literatur sowie Kunstausstellungen; dazu gibt es kulinarische Angebote.
Alljährlich im Juli findet in Damnatz das Open Air „D-MOVE Damnatz Rockt“ statt. Der Name leitet sich aus „D“ für Damnatz und „Move“ für Bewegen ab. Die Veranstaltung lockt jedes Jahr zahlreiche Besucher an. Gespielt werden alle Genre-Klassiker aus den Bereichen Rock und Metal.

### Bauwerke
Im Hauptort gibt es eine sehenswerte kleine Fachwerkkirche aus dem Jahr 1617. Sie besitzt eine einmanualige Orgel.
Legendär ist der Trupp napoleonischer Soldaten, der sich 1813 in der Kirche verschanzte. Einschusslöcher aus dieser Zeit sind noch vorhanden.
Auf dem Friedhof von Damnatz liegt der Schriftsteller Nicolas Born begraben. Sein Grab ziert eine Skulptur des Bildhauers Klaus Müller-Klug.
In der Liste der Baudenkmale in Damnatz sind alle Baudenkmale der Gemeinde Damnatz aufgeführt. Die Liste der Bodendenkmale in Damnatz enthält alle Bodendenkmale.

## Wirtschaft und Infrastruktur

### Unternehmen
- Die Biogasanlage Fabel produziert seit 2001 im Wesentlichen aus Rüben-, Zwiebel-, Kartoffel- und weitere Abfällen neben Wärme für den Betreiberhof auch regenerativen Strom, der in das öffentliche Netz eingespeist wird.[9]
- Seit 2001 erzeugt die Biogasanlage Seide[10] neben Wärme und Strom per Aminwäsche gereinigtes Biomethan für eine Biogastankstelle sowie zur Einspeisung in das Erdgasnetz.[11]

### Verkehr
Die B 191 Dannenberg–Ludwigslust verläuft ca. drei Kilometer südlich des Hauptortes und berührt westlich von Kaltenhof auch die Gemeinde Damnatz. Der Elberadweg vom Riesengebirge bis Cuxhaven führt direkt am bzw. auf dem Elbdeich durch die Gemeinde. Damnatz und Ortsteile wie Kamerun verfügen über diverse Unterkunftsbetriebe und ein Restaurant.

## Persönlichkeiten
- Hans-Jürgen Quest (1924–1999), Theologe und Pastor
- Marie-Luise Scherer (1938–2022), Journalistin und Schriftstellerin